# Azahriah
Azahriah, vlastním jménem Attila Baukó (maďarsky Baukó Attila; * 28. ledna 2002, Budapešť) je maďarský hudební producent, kytarista, textař, zpěvák a youtuber, který je znám také pod přezdívkami Azi, nebo Pule, případně pod pseudonymem Attila Pálffy.

## Biografie
Narodil se roku 2002 v Budapešti, kde vyrůstal na sídlišti Újpalota v XV. obvodu. Jeho matka je profesionální vojačka, která se dvakrát účastnila mírové mise v Kosovu, zatímco otec pracuje v německé automobilce.
Od dětství se věnoval hudbě, vlivem jeho oblíbených skupin (Iron Maiden, Led Zeppelin, Metallica, Pink Floyd, Slipknot, System of a Down) začal hrát na kytaru.
Dne 9. února 2014 založil svůj YouTube kanál Paul Street, kam nejprve nahrával vlogová videa, později přešel na téma tajemna. V dubnu 2023 měl již přes 500 000 odběratelů.
V roce 2019 vyšly jeho první skladby ve spolupráci s Botondem Pócsim. První zcela vlastní píseň publikoval dne 28. ledna 2020. Jeho anglické debutové album s názvem I'm Worse vyšlo dne 15. dubna 2020. Druhé anglické album bylo vydáno 29. června 2021 pod názvem Camouflage.
Ve dnech 24., 25. a 26. května 2024 vystoupil v rámci trojkoncertu (triplakoncert) v budapešťské Puskás Aréně.
Dne 6. října 2024 oznámil, že po svém druhém evropském turné přeruší svou hudební kariéru na dobu neurčitou.

## Ocenění
- MTV Europe Music Awards: Nejlepší maďarský interpret (2021)[7]
- Artisjus-díj (2024)[8]